# Conteneur souple

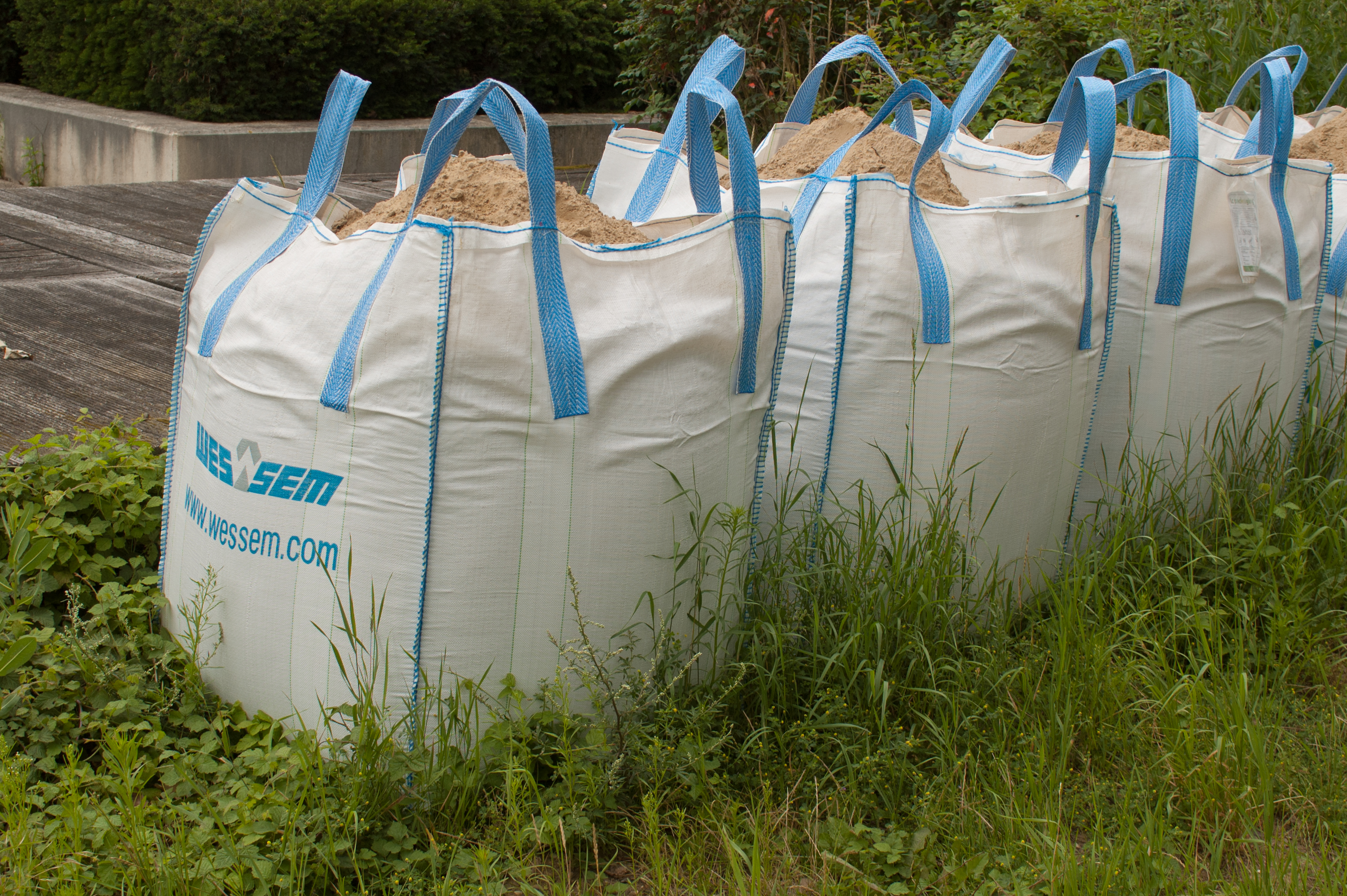
Conteneurs souples à 4 sangles.

Un conteneur souple, grand récipient pour vrac souple (GRVS) ou big bag (litt. « grand sac ») est un grand récipient sous forme de sac pour matières sèches non dangereuses diverses (poudre, sable, engrais, graines, granulés plastiques, gravats, etc.). Il est appelé flexible intermediate bulk container (FIBC) en anglais. Ce sac économique et réutilisable est fait en textile technique résistant (souvent en polypropylène épais) revêtu ou non, muni de sangle(s) pour permettre la manutention au moyen par exemple d’un chariot élévateur ou d’un crochet de grue. Sa capacité avoisine mille litres.
La norme NF EN ISO 21898 définit les spécifications de ces conteneurs souples.
Des vivres et marchandises sont parfois hélitreuillés au moyen d'un grand sac dans des zones inaccessibles. Des hameaux situés à haute altitude sur l'île de La Réunion sont ainsi ravitaillés chaque quinzaine.